# Большое путешествие (мультфильм, 2006)
«Большо́е путеше́ствие» (англ. The Wild — «Дикая природа») — мультипликационный фильм 2006 года, снятый режиссёром Стивом Уильямсом. Главные роли озвучили Кифер Сазерленд, Джеймс Белуши, Грег Сайпс, Эдди Иззард, Джанин Гарофало и Уильям Шетнер.
Теглайн мультфильма: «Новое поколение антитуристов».

## Сюжет
В Нью-Йоркском зоопарке живёт лев Самсон с сыном Райаном. Самсон рассказывает сыну о своих приключениях в дикой природе. Райан хочет научиться рычать, но постоянно терпит фиаско. Он спорит с отцом, утверждая, что научиться нормально рычать можно, находясь в дикой природе, а не в зоопарке. Когда зоопарк закрывается, все животные могут свободно бродить. Самсон, его лучший друг белка Бенни, жираф Бриджит, змей Ларри и коала Найджел соревнуются в чемпионате по черепашьему кёрлингу. Бенни влюблен в Бриджит, но она не отвечает ему взаимностью. Найджел страдает от излишнего внимания к нему со стороны других обитателей зоопарка из-за игрушки-коалы «Найджел». Райан вместе со своими приятелями случайно вызывает паническое бегство газелей, срывая игру и став причиной поражения команды Самсона. Самсон и Райан ссорятся, и Райан убегает, прежде чем Самсон успевает извиниться. Райан забредает в зелёный контейнер и случайно уезжает на грузовике. Голубь Хамир рассказывает Самсону и Бенни, что контейнеры привезут в порт. Друзья пробираются в мусоровоз, чтобы попасть в город. При этом с ними несанкционированно в мусоровозе оказываются Найджел, Ларри и Бриджит, а Бенни оказывается случайно сброшен с грузовика хвостом Бриджит. В городе группа попадает в канализацию, спасаясь от собак. Там друзья встречают двух братьев-аллигаторов, Стэна и Кармайна, и с их помощью направляются в порт. Утром друзья воруют буксир во время попытки догнать контейнер с Райаном внутри. Они воссоединяются с Бенни, который встретил канадских гусей, чтобы помочь привести буксир к кораблю Райана.
Через несколько дней буксир садится на мель в одной из частей Африки. Все животные в этом районе эвакуируются прибывшими перевозчиками, так как поблизости извергается вулкан. Друзья видят, что Райан убегает из контейнера, но он бежит в джунгли. Самсон и его товарищи бегут за ним. При неудачной попытке взять след сына и съесть психованного дамана выясняется, что Самсон никогда раньше не был в дикой природе. Он в одиночку идёт искать своего сына. Все остальные собираются вернуться на буксир. Бенни пытается их удержать и заставить помочь Самсону. Во время поисков Самсон видит, как растения и камни меняют цвет, предполагая, что это вызвано проснувшимися в нём животными инстинктами. Найджел, Бенни, Ларри и Бриджит сталкиваются с антилопами гну, которые вырубают Бенни и захватывают остальных в плен, доставляя на вулкан. Лидер антилоп, пророк и хореограф Казар, объявляет Найджела «великим», основываясь на «предзнаменовании», которое он получил, когда он был молод: та самая игрушечная коала «Найджел» упала с самолёта и отпугнула львов, спасая его жизнь. Найджел подыгрывает Казару, пытаясь освободить Бриджит и Ларри. Казар хочет изменить пищевую цепочку, сделать антилоп хищниками. Для этого им всем нужно съесть льва. Два стервятника, Скрау и Скраб, сообщают о том, что ими был найден львёнок, коим оказывается Райан.
Райан прячется на старое дерево, но банда стервятников атакует его. Самсон слышит крики Райана и бежит спасать его, отпугивая птиц. Отец и сын воссоединяются, но их начинают преследовать антилопы. Самсон с сыном убегают и залезают на дерево. Дабы объяснить Райану своё нежелание вступать в бой с антилопами, Самсон открывает правду. Он родился в цирке и, как и Райан, не мог рычать. Разочарованный отец Самсона отрёкся от него и позволил отправить его в зоопарк, где он скрывал от всех, кроме Бенни, своё прошлое, выдумывая приключения в дикой природе. Антилопы обнаруживают их и в потасовке сбрасывают дерево с Самсоном со скалы. Райана они доставляют на вулкан.
Очнувшийся Бенни находит Самсона. Он призывает льва перестать стыдиться своего прошлого и оставаться самим собой независимо от места обитания. Друзья вновь видят свечения камней и растений, которое приводит их к вулкану. Выясняется, что это свечение вызвано отрядом хамелеонов-разведчиков, которые специально вели Самсона к логову антилоп, чтобы с его помощью победить армию Казара и не допустить революцию в пищевой цепи. Самсон и Бенни используют маскировочные способности хамелеонов, чтобы проникнуть в логово Казара. Найджел тянет время, чтобы остановить приготовление пищи из своих друзей, Бенни почти выводит их с вулкана. В конце концов Самсон борется с Казаром, ломает ему рог, но тот пересиливает и пытается скинуть льва в расщелину с лавой. Найджел, Бриджит и Бенни используют Ларри в качестве рогатки и запускают Райана прямо на Казара, при этом Райан наконец издаёт рёв. Самсону с сыном удаётся победить Казара. Другие антилопы во главе с правой рукой Казара Блэгом встают на защиту друзей и отказываются подчиняться Казару. Самсон набирается смелости и рычит достаточно сильно, чтобы отбросить атакующего Казара. Последний застревает на извергающемся вулкане из-за игрушечной коалы. Самсон и Райан вместе со своими друзьями и антилопами убегают на буксир. Райан осознаёт, что для того, чтобы быть самим собой, совсем не обязательно жить в дикой природе. Бриджит понимает, что за время путешествия полюбила Бенни. Друзья и антилопы, устроив дискотеку на буксире, уплывают домой.

## Роли озвучивали
- Кифер Сазерленд — Самсон «Сэм»
- Джеймс Белуши — Бенни
- Эдди Иззард — Найджел
- Джанин Гарофало — Бриджет
- Ричард Кайнд — Ларри
- Грег Сайпс[англ.] — Райан
- Уильям Шетнер — Казар
- Джесс Харнелл — кричащий мусорщик

## Прокат
Премьера мультфильма состоялась 6 апреля 2006 года в Израиле. 14 апреля того же года картина вышла в прокат на территории Бразилии, Канады, США и Турции, 27 апреля — в России, Сингапуре и на Украине, 22 сентября — в Исландии, Латвии и Эстонии. Общемировые сборы мультфильма составили около 102 миллиона долларов, а на его производство было затрачено 80 миллионов долларов.

## Отзывы и рецензии
Мультфильм получил смешанные отзывы у критиков и зрителей. На сайте-агрегаторе мнений Metacritic фильм заработал 47 баллов из 100.
В положительных рецензиях отмечается реалистичная анимация «Большого путешествия». Так, критик Марк Савлов обращает внимание зрителей на детальную проработку анимации меха и перьев героев мультфильма.
Большая часть критики мультфильма связана со вторичностью по отношению к анимационному фильму «Мадагаскар», который появился в кинотеатрах за год до «Большого путешествия». По мнению обозревателя USA Today, сюжет «Большого путешествия» копирует перипетии «Мадагаскара», заимствует тему «В поисках Немо» и драматические элементы «Короля льва». Однако, по мнению некоторых зрителей, «Большое путешествие» более подходит для детского просмотра, чем «Мадагаскар» благодаря уместному юмору, отличной музыке и лучшей анимации.